# Bernkastel-Kues
Bernkastel-Kues és un municipi del Land de Renània-Palatinat, Alemanya. Està situada a la riba del riu Mosel·la.

## Fills il·lustres
- Fou el lloc de naixement de Nicolau de Cusa.
- Hermann Schroeder (compositor) (1904 1984).[1]